# Zhang Heng
Dans ce nom chinois, le nom de famille, Zhang, précède le nom personnel.
Pour les articles homonymes, voir Zhang.
Zhang Heng (chinois simplifié : 张衡 ; chinois traditionnel : 張衡 ; pinyin : Zhāng Héng ; Wade : Chang Heng ; EFEO : Tchang Heng), né en 78 et décédé en 139, était un astronome, mathématicien, inventeur, géographe, cartographe, artiste, poète, homme d'État, et érudit de littérature chinoise de Nanyang, Henan, en Chine. Il vécut pendant la dynastie Han orientaux (25-220). Il fut éduqué dans les capitales de Luoyang et de Chang'an, et il commença sa carrière comme fonctionnaire à Nanyang. Par la suite, il devint chef astronome, préfet des Majors pour les Carrosses Officiels, et ensuite Préposé au Palais à la cour impériale. Ses positions intransigeantes sur certains problèmes de calendrier et d'histoire firent de Zhang une figure controversée, ce qui l'empêcha de devenir l'historien officiel de la cour. Ses rivalités politiques avec les eunuques du palais sous le règne de l'empereur Han Shundi furent à l'origine de sa décision de se retirer de la cour centrale pour servir comme administrateur de Hejian dans la région de Hebei. Il retourne à Nanyang pour un court laps de temps, avant d'être rappelé pour servir dans la capitale une fois de plus en 138. Il meurt une année plus tard, en 139.
Zhang a appliqué sa connaissance étendue des mécaniques et des engrenages dans plusieurs de ses inventions. Il a inventé la première sphère armillaire fonctionnant à l'énergie hydraulique au monde, pour représenter les observations astronomiques ; il améliora l'écoulement de la clepsydre en ajoutant un second réservoir; et inventa le premier sismoscope au monde, qui discernait la direction cardinale d'un tremblement de terre,,. De plus, il améliora les calculs chinois précédents de la formule de pi. En plus de documenter environ 2 500 étoiles dans son vaste catalogue d'étoiles, Zhang a aussi posé des théories sur la Lune et ses relations avec le Soleil ; plus précisément, il discuta de la sphéricité de la Lune, de son illumination par le reflet de la lumière solaire sur un côté et demeurant obscur de l'autre côté, et de la nature des éclipses solaire et lunaire. Ses fu (rhapsodie) et shi en poésie étaient renommés et commentés par des écrivains chinois postérieurs. Zhang reçut beaucoup d'honneurs posthumes pour son savoir et son génie, et est considéré comme un polymathe par certains érudits. Certains savants modernes ont aussi comparé son travail en astronomie à celui de Ptolémée.

## Biographie
Né à Nanyang dans la province actuelle du Henan, il est un bon écrivain dès l'âge de douze ans. À seize ans, il quitte sa maison pour poursuivre ses études à la capitale. Il passe au moins dix années de sa jeunesse en études littéraires et en écriture. Il publie plusieurs écrits littéraires reconnus dont deux fus sur Luoyang et Xi'an réunis sous le nom de Fus sur les deux capitales (二京賦).
Il bascule dans l'astronomie après trente ans. Il devient un officiel du gouvernement à trente-huit ans. Lorsqu'il est ministre du gouvernement, il se bat contre la corruption dans le gouvernement local.

### Débuts

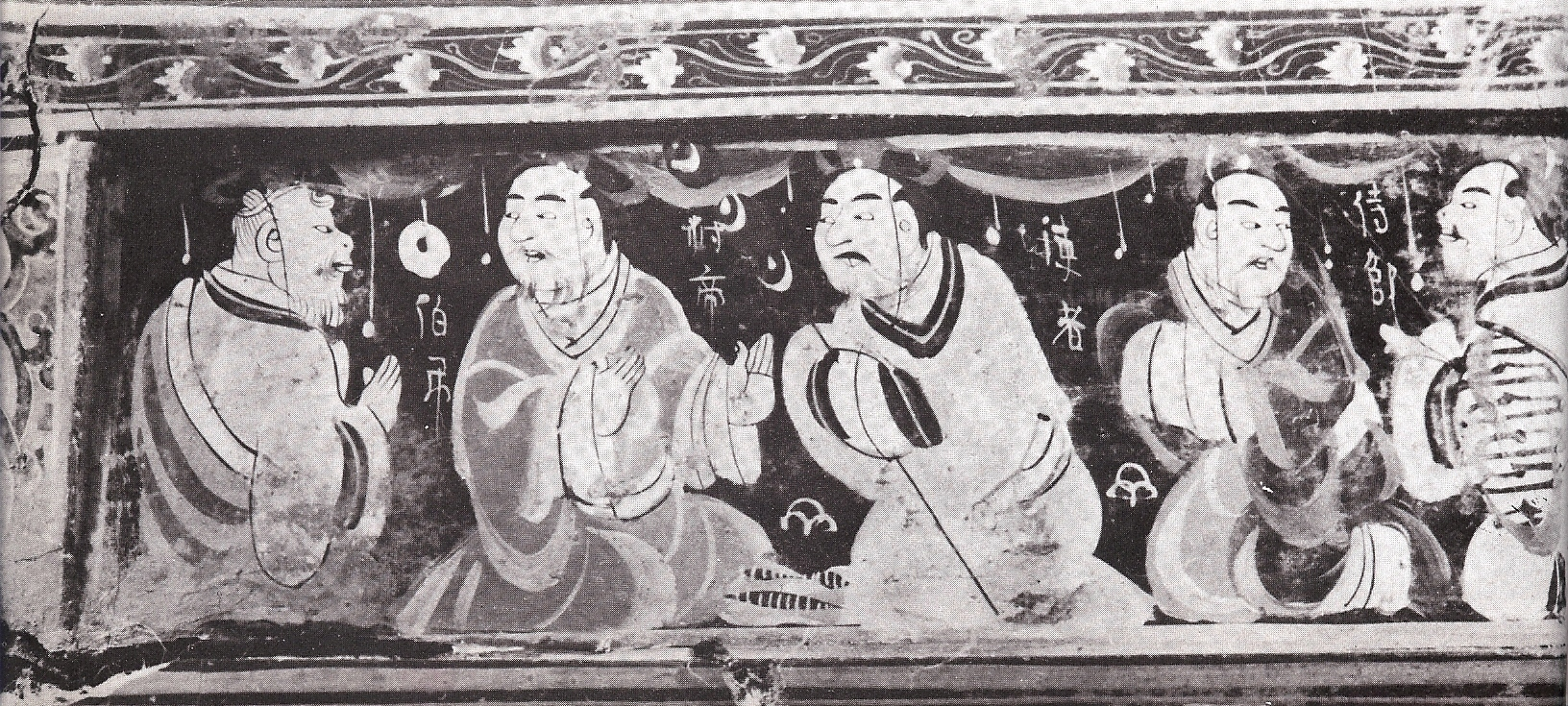
Cette boîte en vannerie laquée du II représente des personnages historiques Chinois connus pour avoir été des paragons de piété filiale. Dès son plus jeune âge, Zhang Heng étudie les Classiques chinois et la philosophie des sages de l'Antiquité chinoise et finit par devenir un érudit sur ces sujets.

Né dans la ville de Xi'e dans la commanderie de Nanyang (localisé au nord de la ville actuelle de Nanyang, province du Henan), Zhang Heng était issu d'une famille distinguée mais pas très influente,,. Son grand-père, Zhang Kan, a été gouverneur d'une commanderie, et l'un des leaders qui ont appuyé la restauration de la dynastie Han par l'empereur Guangwu, après la mort de l'usurpateur Wang Mang et sa courte dynastie Xin,,,. Alors qu'il avait dix ans, le père de Zhang mourut, le laissant aux soins de sa mère et de sa grand-mère. Écrivain accompli dans sa jeunesse, Zhang quitta la demeure familiale pour poursuivre ses études dans les universités des anciennes capitales de Chang'an et Luoyang. Tandis qu'il voyageait à Luoyang, Zhang passa près d'une source chaude toute proche du mont Li et lui dédia l'un de ses premiers poèmes, le Wenquan (溫泉). Après avoir étudié pendant quelques années à l'université impériale de Luoyang (Taixue), il acquiert une très bonne connaissance des textes classiques, et reçut l'amitié de plusieurs personnages importants, tels que le mathématicien et calligraphe Cui Yuan (78-143), le commentateur officiel et philosophique Ma Rong (79-166), et le philosophe Wang Fu (78-163),. Les autorités gouvernementales offrirent à Zhang des postes dans plusieurs offices, ainsi qu'une position comme une des Trois Excellences, pourtant il agit modestement et refusa ces positions,. À l'âge de vingt-trois ans, il rentra chez lui avec le titre d'« officier du Mérite à Nanyang », travaillant comme maître des documents sous l'administration du gouverneur Bao De (en fonction de 103 à 111),,. Comme il était chargé de rédiger les inscriptions et les chants funèbres, il gagna de l'expérience dans la rédaction de documents officiels. Comme officier du Mérite de la commanderie, il était aussi responsable pour le recrutement local à l'office et les recommandations des nommés pour un office plus élevé à la capitale. Il passa la majeure partie de son temps à composer des rhapsodies sur les différentes capitales de l'empire. Quand Bao De fut rappelé à la capitale en 111, pour servir comme ministre des Finances, Zhang continua son travail littéraire chez à Xi'e,,. Zhang Heng commença ses études en astronomie à l'âge de trente ans, et commença à publier ses travaux en astronomie et en mathématiques.

### Carrière officielle
En 112, Zhang a été appelé à la cour de l'empereur Han Andi (106-125), qui avait entendu parler de l'expertise de Zhang dans les mathématiques. Quand il a été nommé pour servir à la capitale, Zhang était escorté par carrosse - un symbole de son statut officiel - vers Luoyang, où il devint un gentilhomme de la cour travaillant pour le Secrétariat Impérial,. Il fut promu chef astronome pour la cour des Han sous l'empereur Andi, servant son premier mandat de 115 à 120 et son second sous l'empereur Shundi de 126 à 132. Comme chef astronome, Zhang était un subordonné au ministère des Cérémonies, celui des Neuf Ministres dont le rang se trouve juste en dessous des Trois Excellences. En plus d'enregistrer les observations et présages célestes, de préparer le calendrier, et d'estimer quels jours seraient favorables ou non, Zhang était aussi chargé des épreuves avancées littéraires pour tous les candidats du Secrétariat Impérial et du Censorat. On attendait de ces candidats à ce qu'il connaissent au moins 9 000 caractères chinois et tous les styles d'écriture majeurs,. Sous l'empereur Andi, Zhang a aussi servi comme Prefect of the Majors for Official Carriage sous l'autorité du ministre des Gardes. Il était chargé de la réception des mémoranda soumis au trône, qui contenaient les règles et les suggestions d'ordre administratif et des nominations pour le recrutement officiel,.

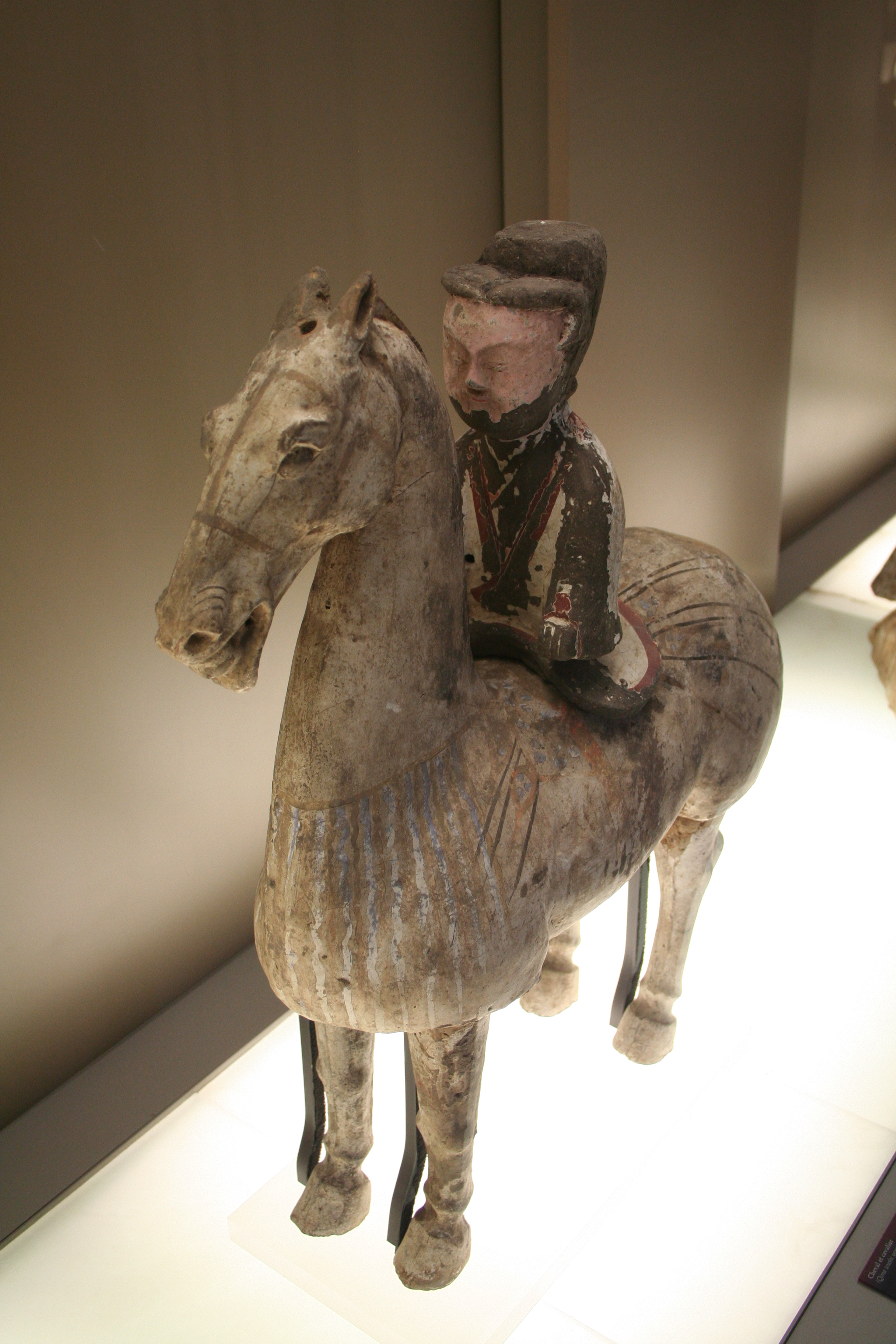
Figurine de cavalier en terracotta portant des robes et un couvre-chef, période Han de l'Ouest. En tant qu'astronome en chef, Zhang Heng avait un salaire fixe et un rang de 600 boisseaux de grains (en général converti en paiements en numéraire ou en rouleaux de soie), portait un type de robe spécifique, roulait dans un type d'attelage spécifique et détenait un emblème unique qui marquait son statut dans la hiérarchie officielle,.

Quand l'officiel du gouvernement Dan Song proposa de réformer en 123 le calendrier chinois pour adopter certains enseignements apocryphes, Zhang s'opposa à l'idée. Il considérait que les enseignements étaient de nature discutable et croyait qu'ils pouvaient induire des erreurs. D'autres partageaient l'opinion de Zhang et le calendrier ne fut pas altéré, pourtant la proposition de Zhang de bannir les écrits apocryphes fut rejetée. Les officiels Liu Zhen et Liu Taotu, membres d'un comité de compilation de l'histoire dynastique Dongguan Hanji (東觀漢記), sollicitèrent la permission de la cour pour consulter Zhang Heng. Cependant, Zhang fut interdit d'assister le comité en raison de ses vues controversées sur les apocryphes et son objection à l'abaissement du rôle de l'empereur Gengshi des Han (23-25) dans la restauration de la dynastie Han comme moindre que l'empereur Guangwu,. Liu Zhen et Liu Taotu étaient les seuls alliés historiens de Zhang à la cour, et après leur mort, Zhang n'eut aucune autre opportunité pour la promotion au poste prestigieux de historien de la cour.
Malgré ce revers dans sa carrière officielle, Zhang fut mandaté de nouveau comme chef astronome en 126 après la mort de l'empereur Han Shundi (125-144),. Son intensif travail astronomique fut récompensé seulement par le rang et le salaire de 600 boisseaux (石 shi) de grain; salaire le plus souvent commué en monnaies ou en pièces de soie,. Pour remettre ce montant dans le contexte de l'époque, il faut savoir que, dans une hiérarchie comptant vingt rangs officiels, le fonctionnaire le moins bien payé gagnait un salaire de cent boisseaux et l’officier le mieux payé gagnait 10 000 boisseaux. Le rang de 600 boisseaux était le plus bas qu'un empereur pouvait directement nommer pour un poste au gouvernement central ; n'importe quel officier de statut inférieur était supervisé par des fonctionnaires centraux ou provinciaux de haut rang.
En 132, Zhang introduisit un sismoscope complexe à la cour, dont il affirma qu'il pouvait détecter la direction cardinale précise d'un séisme distant. Il arriva une fois que son système indiqua qu'un tremblement de terre était advenu dans le nord-ouest. Comme aucune secousse n'avait été sentie dans la capitale, ses ennemis politiques commencèrent par se délecter de l'échec de l'instrument, avant de devoir se taire lorsque, peu de temps après, un messager arrive à la cour pour signaler qu'un séisme avait eu lieu à 400 km /500 km au nord-ouest de Luoyang dans la province du Gansu,,,.

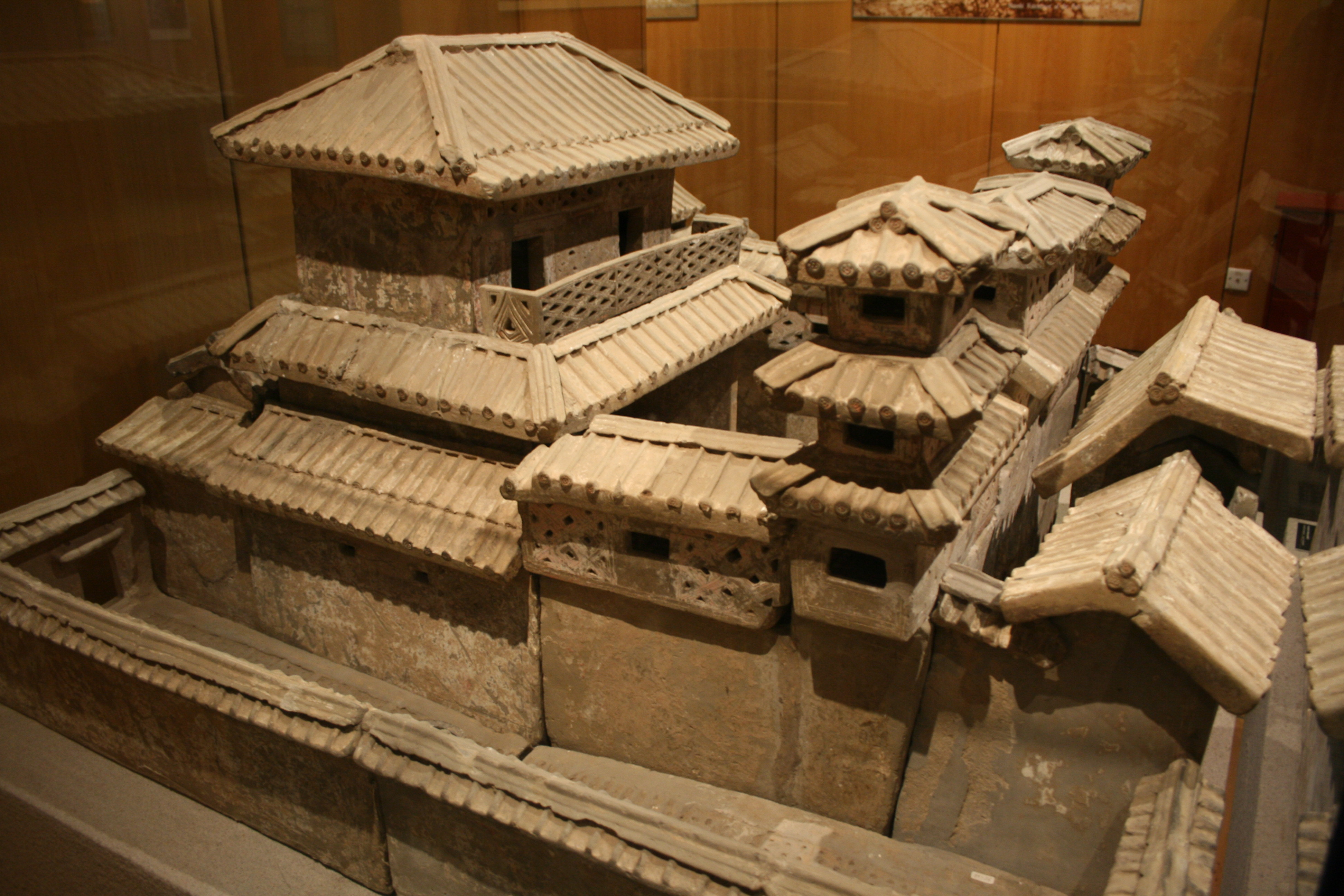
Palais miniature en poterie datant de la dynastie Han ; en tant que fonctionnaire du palais, Zhang Heng avait un accès personnel à l'empereur Shun et le droit de l'escorter.

Une année après que Zhang eut présenté son sismoscope à la cour, on demanda aux officiels et aux candidats de fournir des commentaires à propos d'une série de tremblements de terre récents, pouvant être interprétés comme des signes de mécontentement des Cieux pour des méfaits qui avaient été perpétrés par le dirigeant chinois ou ses subordonnés sur terre. Dans le mémorial de Zhang discutant des raisons derrière ces désastres naturels, il critiqua le nouveau système de recrutement de Zhang qui fixait l'âge des candidats éligibles pour le titre « Piété filiale et incorruptibilité » à l'âge de quarante ans. Le nouveau système transférait aussi le pouvoir d'évaluation des candidats aux Trois Excellences plutôt qu'aux Generals of the Household?, qui par tradition supervisaient les affaires des gentilshommes de la cour. Bien que le mémoire de Zhang ait été rejeté, son statut fut ensuite rapidement significativement élevé à celui de Préposé au Palais, une position qu'il utilisa pour influencer les décisions de l'empereur Han Shundi,. Avec ses nouvelles positions prestigieuses, Zhang gagnait un salaire de 2 000 boisseaux et avait le droit d'escorter l'empereur.

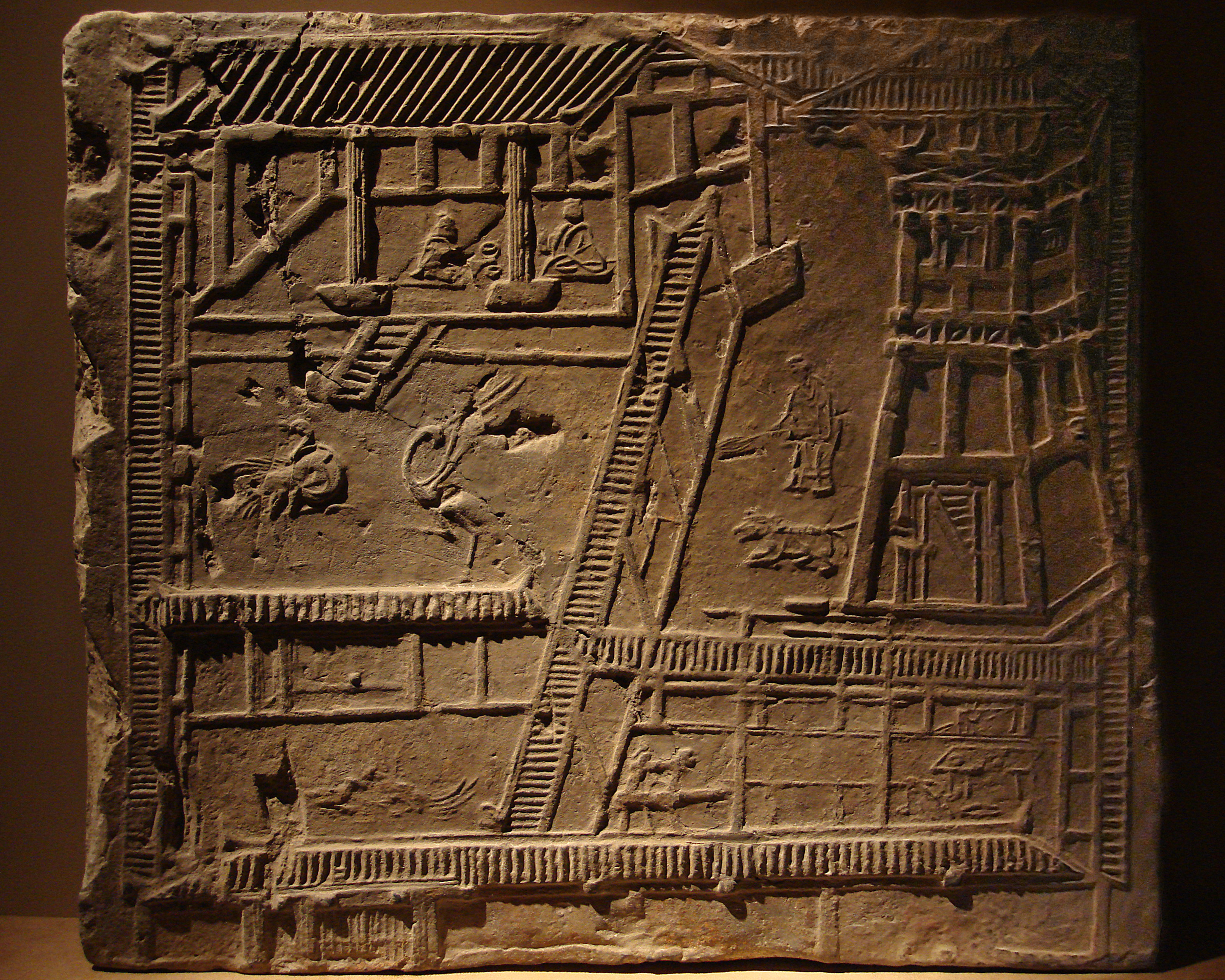
Brique tombale de la période Han de l'Est décrivant la cour de la maison d'une famille riche. Zhang eut une courte retraite chez lui à Xi'e, Nanyang, avant d'être rappelé à la capitale, où il mourut en 139.

Comme préposé au palais de l'empereur Han Shundi, Zhang Heng tenta de le convaincre que les eunuques de la cour représentaient une menace réelle à la cour impériale. Zhang montra des exemples spécifiques d'intrigues de la cour passées incluant des eunuques, et convainquit Shun qu'il devait assumer une autorité plus importante et limiter leur influence. Les eunuques tentèrent de calomnier Zhang, qui répondit avec une rhapsodie appelée « Contemplant le Cosmos »,. Rafe De Crespigny affirme que la rhapsodie de Zhang utilisait des métaphores semblables à celles du poème Li sao de Qu Yuan (340-278 av. J.-C.) et méditait sur si oui ou non les hommes de bien (hommes bons) devraient fuir le monde corrompu ou demeurer vertueux en dedans,.

## Littérature et poésie

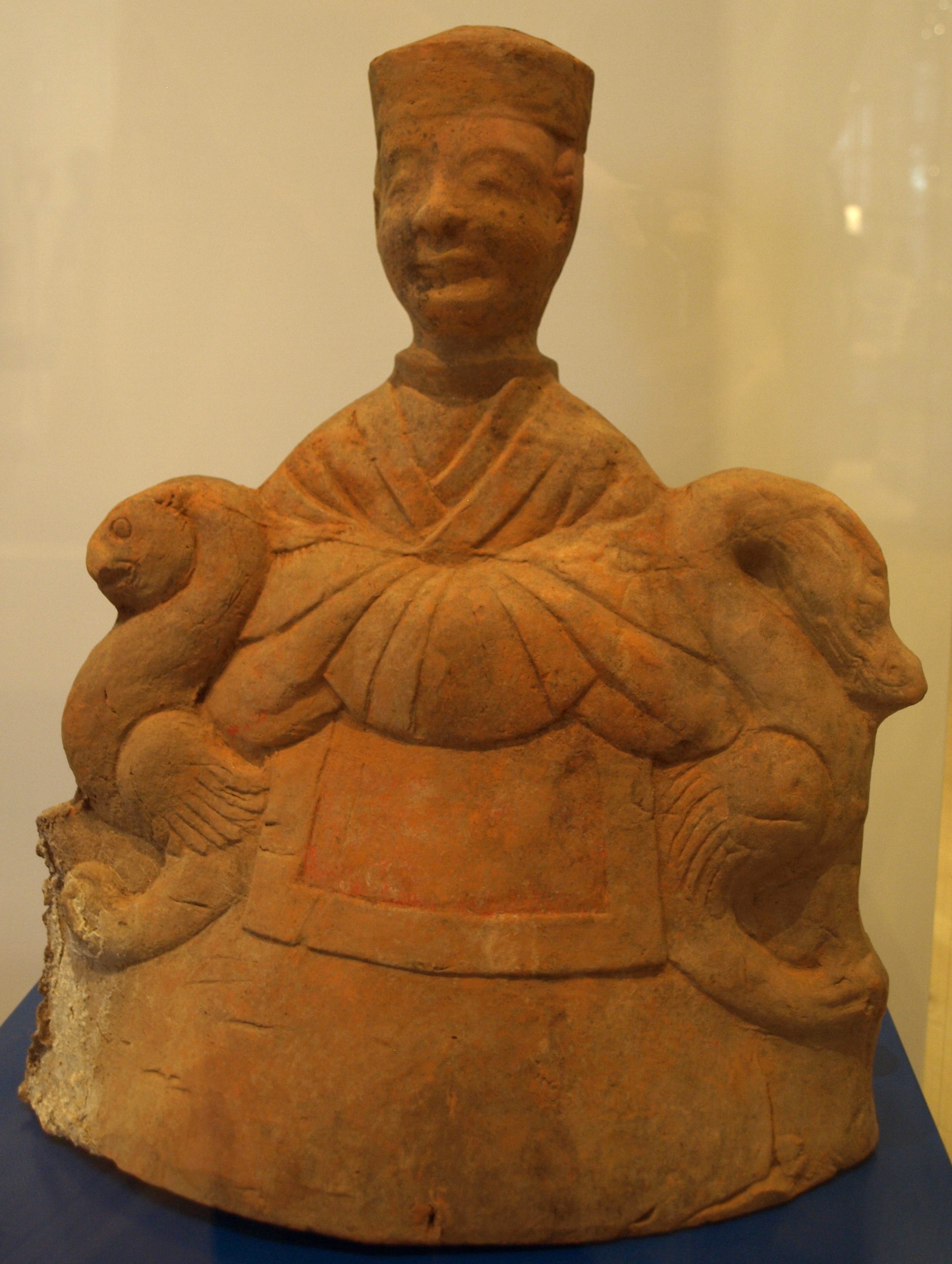
Figurine en poterie de la Reine-mère d'Occident Xiwangmu, période des Han de l'Est. Zhang a fantasmé sur elle dans sa Rhapsodie sur la contemplation du mystère (思玄賦), cependant, les plaisirs de la chair et l'immortalité qu'elle pouvait procurer n'étaient pas assez tentants pour faire balancer son cœur qui était pris ailleurs.

Pendant qu'il travaillait pour la cour centrale, Zhang Heng avait accès à une variété de matériaux écrits situés dans les archives du Pavillon Oriental. Zhang lut beaucoup des grands travaux en histoire dans son temps et annonça (clamait?) qu'il avait trouvé dix instances où les Mémoires historiques (Shiji) par Sima Qian (145–90 BCE) et le Livre des Han (Hanshu) par Ban Gu (CE 32–92) différaient d'autres anciens textes qui étaient à sa disposition,. Son récit fut conservé et inscrit dans le texte du Ve siècle Livre des Han postérieurs par Fan Ye (398–445). Ses rhapsodies et ses autres travaux littéraires démontraient d'un savoir profond des textes classiques, de la philosophie chinoise, et des Vingt-Quatre Histoires. Il a aussi compilé un commentaire sur le Taixuan (太玄, « Grand Mystère ») par l'auteur taoïste Yang Xiong (53 BCE–CE 18),,.
Xiao Tong (501-531), un prince héritier de la dynastie Liang (502-557), immortalisa plusieurs des travaux de Zhang dans son anthologie de la littérature, Wen xuan. Les rhapsodies de Zhang fu 賦) incluent Western Metropolis Rhapsody(西京賦), Eastern Metropolis Rhapsody (東京賦), Southern Capital Rhapsody (南都賦), Rhapsody on Contemplating the Mystery (思玄賦), et Rhapsody on Returning to the Fields (歸田賦). Ce dernier fusionne les idées taoïstes avec le confucianisme et fut un précurseur des poèmes postérieurs métaphysiques naturels chinois (traduction formulation?). Un groupe de quatre poèmes lyriques courts (shi 詩) intitulé Poèmes lyriques sur les Quatre Afflictions (四愁詩), est aussi inclus avec la préface de Zhang. Ce groupe constitue l'un des premiers heptasyllabiques shi de la poésie chinoise écrite,. Pendant qu'il était encore à Luoyang, Zhang eut l'inspiration d'écrire son Western Metropolis Rhapsody et Eastern Metropolis Rhapsody, lesquels étaient fondés sur la rhapsodie des deux Capitales par l'historien Ban Gu. Le travail de Zhang était similaire à celui de Ban, bien que ce dernier faisait totalement l'éloge du régime contemporain des Han Orientaux, tandis que Zhang fournissait un avertissement qu'il pourrait souffrir le même destin que les Han occidentaux s'il déclinait également dans un état de décadence et de dépravement moral. Ces deux travaux satirisaient et critiquaient ce qu'il voyait comme étant la luxure excessive des classes supérieures. la Rhapsodie de la Capitale Méridionale commémorait sa ville natale de Nanyang, maison du restaurateur de la dynastie Han, Guangwu.

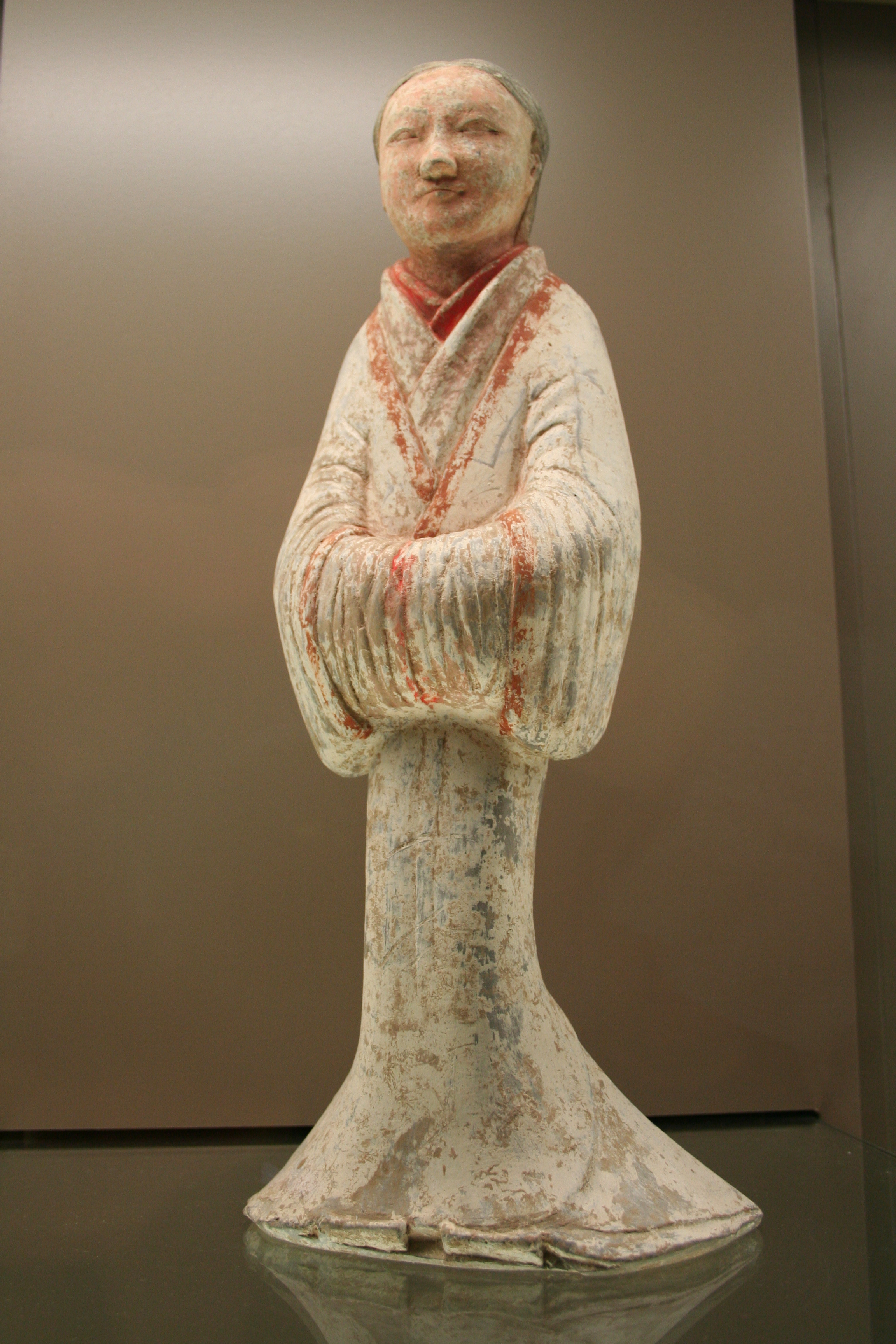
Figurine en terracotta de servante, période Han. Dans sa poésie, Zhang Heng exprimait son affinité pour les femmes gracieuses et louables. À côté de ses peintures, Zhang a également sculpté des figurines similaires à celle-ci.

Dans le poème de Zhang Heng Quatre Afflictions, il se lamente qu'il est pas capable de courtiser une belle femme à cause de l'obstacle (empêchement, impediment?) des montagnes, des neiges et des rivières,. Rafe de Crespigny, Tong Xiao, et David R. Knechtges clament que Zhang a écrit ceci comme un indice insinué (indice sous-entendu, innuendo hinting?) de son incapacité à garder le contact avec l'empereur, entravé par des rivaux sans valeur et de petits hommes,. Ce poème est le premier en Chine à disposer de sept mots par ligne. Ses Quatre Afflictions écrivent :
|            | In Taishan stays my dear sweetheart, But Liangfu keeps us long apart; Looking east, I find tears start. She gives me a sword to my delight; A jade I give her as requite. I'm at a loss as she is out of sight; Why should I trouble myself all night? |
| Zhang Heng | |

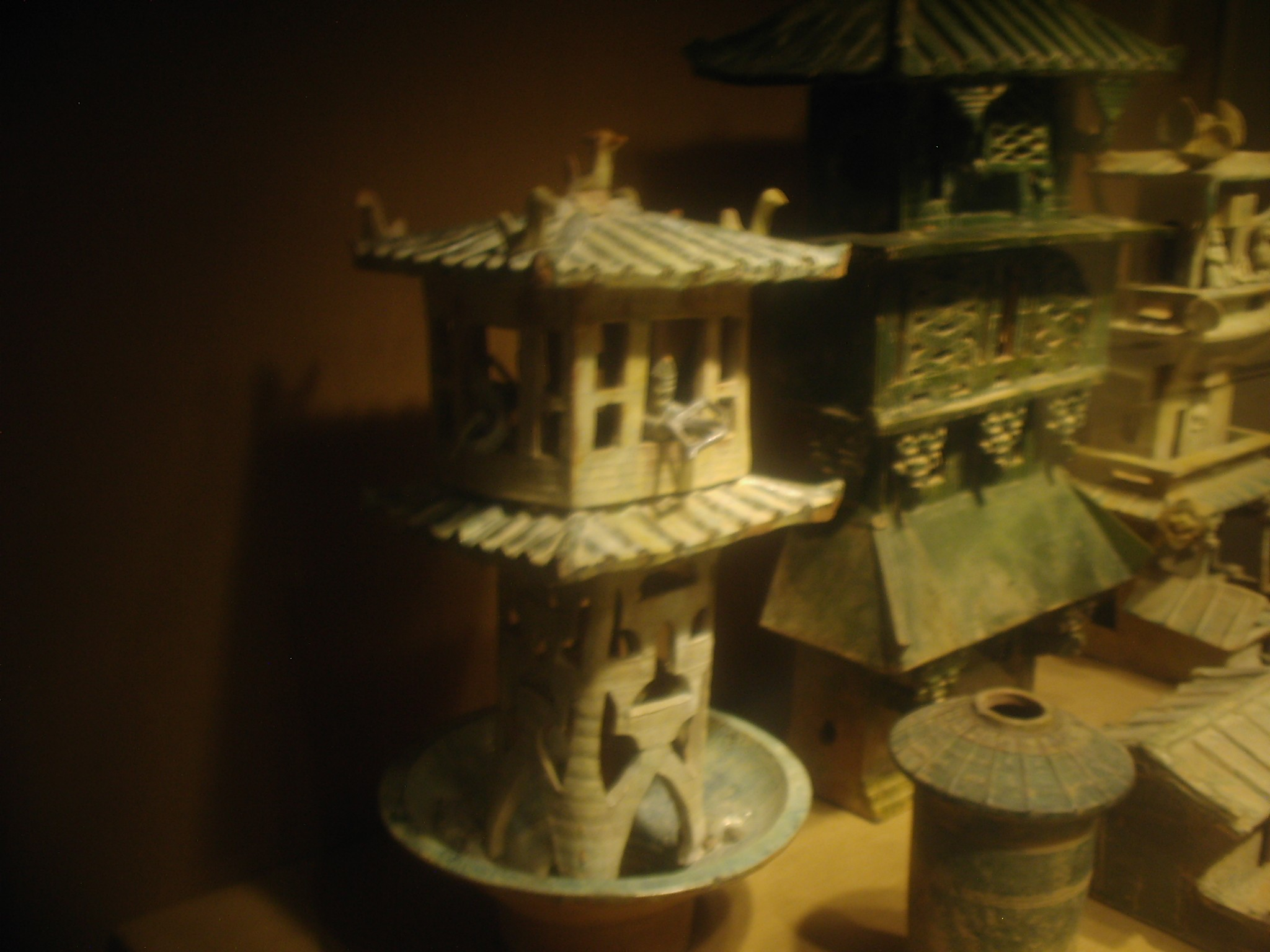
Modèles de tours de guet trouvés dans une tombe des Han de l'Est; dans celle de gauche, des archers se trouvent au balcon supérieur. Zhang a écrit que les empereurs Han de l'Ouest étaient distraits par des spectacles d'archers depuis les balcons des tours situées le long du lac Kunming à Chang'an.

Dans un autre de ses poèmes nommé Stabilisant les passions — préservé dans une encyclopédie de la dynastie Tang (618-907) mais référé plus tôt pas Tao Qian (365-427) en louange au minimalisme lyrique de Zhang — Zhang montre son admiration pour une femme attirante et exemplaire. Ce type plus simple de poème fu influença des travaux postérieurs pour le prééminent officiel et savant Cai Yong (132-192). Zhang écrivit :
|            | Ah, the chaste beauty of this alluring woman! She shines with flowery charms and blooming face. She is unique among all her contemporaries. She is without a peer among her comrades. |
| Zhang Heng | |

Les longs poèmes lyriques de Zhang ont aussi révélé un grand nombre d'information sur l'agencement urbain et la géographie basique. Sa rhapsodie Monsieur Basé-Sur-Rien fournit des détails pour le terrain, les palaces, les parcs de chasse, les marchés, et les bâtiments proéminent de Chang'an, la capitale des Han de l'Ouest,. Mettant en exemple son attention au détail, sa rhapsodie sur Nayang décrivit les jardins remplis d'ail de printemps, les feuilles d'automne, les rape-turnips? d'hiver, perilla, evodia, et le gingembre pourpre. Le texte de Zhang Heng confirme la taille du parc impérial de chasse dans les abords (environs) de Chang'an, comme son estimation pour la circonférence du mur d'enceinte coïncide avec les estimations d'environ 200 li (un li de la période Han était égal à 415,8 mètres, ou 1 364 pieds, faisant de la circonférence du mur du parc 166,32 mètres ou 545,600 pieds) de l'historien Ban Gu. Avec Sima Xiangru (179-117 av. J.-C.), Zhang lista une variété d'animaux et de jeux de chasse habitant le parc, qui étaient divisés dans les portions du nord et du sud du parc selon d'où venaient originellement les animaux: Nord et Sud de la Chine. Quelque peu similaire à la description de Sima Xiangru, Zhang décrivit les empereurs Han de l'Ouest et leur entourage appréciant les sorties en bateau, les jeux d'eau, la pêche, et les démonstrations de tir à l'arc ciblant des oiseaux et d'autres animaux avec des flèches à cordes (stringed arrows?) du haut des grandes tours au bord du lac de Kunming. La concentration de l'écriture de Zhang sur des pieux spécifiques et de leur terrain, société, personnes, et de leurs habitudes (coutumes) pouvaient aussi être vues comme l'un des premiers essais de catégorisation ethnographique. Dans son poème Xijing fu, Zhang montre qu'il était conscient de la nouvelle religion étrangère du bouddhisme, introduit via la Route de la Soie, de même que la légende de la naissance de Buddha avec la vision de l'éléphant blanc apportant la conception. Dans sa rhapsodie des métropole de l'Ouest, Zhang décrivait les courts divertissements comme les juedi, une forme de lutte théâtrale accompagnée par de la musique dans laquelle les participants butted? tête avec des masques de cornes de taureau.

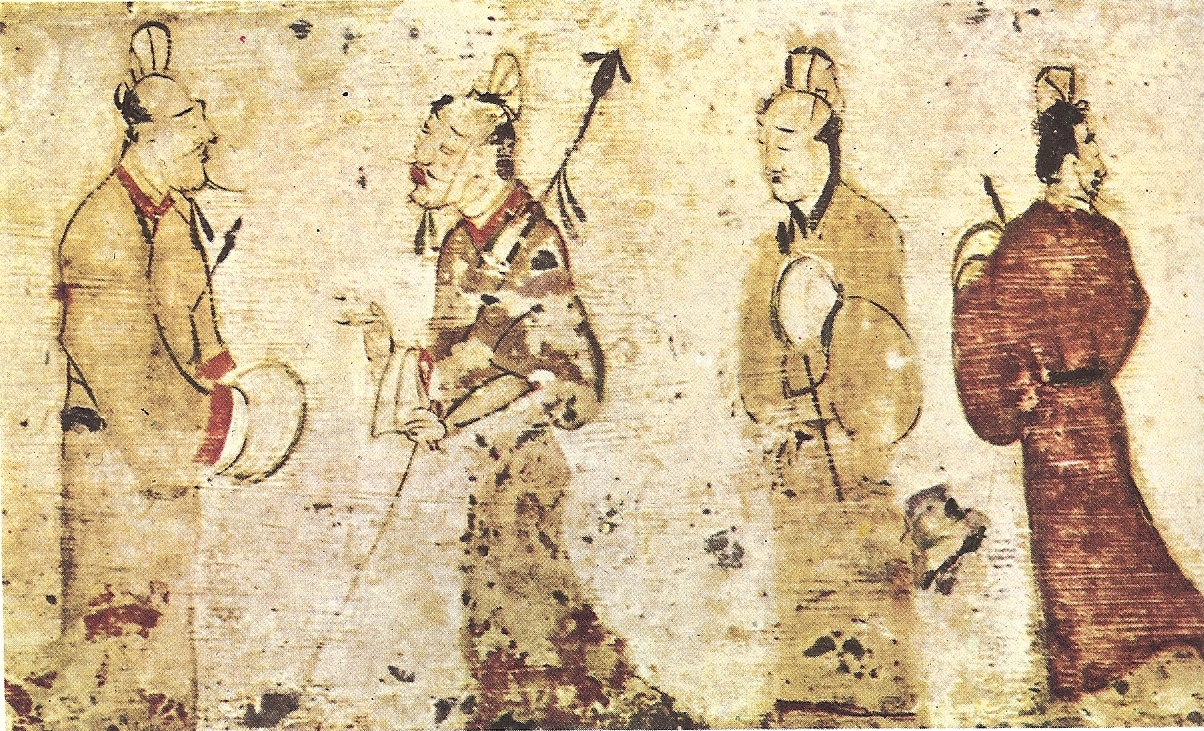
Peinture tombale des Han de l'Est montrant deux hommes absorbés par la conversation; le shelun, ou discours hypothétique, de Zhang, impliquait un dialogue écrit entre personnes imaginaires ou réelles afin de démontrer comment on pouvait mener une vie exemplaire.

Avec sa Réponse [à la critique] de ma paresse (Yingxian), Zhang fut l'un des premiers écrivains et adepte du genre littéraire Chinois shelun, ou discours hypothétique. Les auteurs de ce genre créaient un dialogue écrit entre eux-mêmes et une personne imaginaire (ou bien une personne réelle de leur entourage ou compagnie (fréquentation ?)) ; le dernier pose des questions à l'auteur sur la manière de mener une vie couronnée de succès. Il l'a aussi utilisé comme moyen pour se critiquer d'avoir échoué l'obtention d'un haut office, mais parvenant à la conclusion que le vrai gentilhomme démontre sa vertu plutôt que sa cupidité pour le pouvoir. Dans son travail, Dominik Declercq affirme que la personne exhortant Zhang à avancer sa carrière dans une période de corruption du gouvernement représentant le plus probablement les eunuques ou les puissants membres de la famille de l'impératrice Liang Na (en) dans le clan Liang. Declercq déclare que ces deux groupes auraient été « anxieux de savoir si ce fameux lettré pouvait être attiré de leur côté », mais Zhang rejeta platement un tel alignement en déclarant dans sa pièce de littérature politiquement chargée que la quête de ce gentilhomme pour la vertu prit le dessus sur tout son désir pour le pouvoir.
Zhang écrivit à propos des diverses liaisons amoureuses d'empereurs insatisfaits avec le harem impérial, sortant dans la cité incognito afin de trouver des prostituées et des femmes de mauvaise vie (femmes légères). Ceci était vu comme une critique générale des Empereurs des Han de l'Est et de leurs favorites impériales, déguisée dans la critique des précédents Empereurs Han de l'Ouest. En dehors de critiquer les empereurs Han de l'Ouest pour leur décadence luxurieuse, Zhang souligna que leur comportement et les cérémonies n'étaient pas proprement conformes aux croyances chinoises cycliques dans le yin et le yang.
|            | Those who won this territory were strong; Those who depended on it endured. When a stream is long, its water is not easily exhausted. When roots are deep, they do not rot easily. Therefore, as extravagance and ostentation were given free rein, The odour became pungent and increasingly fulsome. |
| Zhang Heng | |

## Réalisations en sciences et en technologie

### Œuvres
Dans l'année 123, il corrige le calendrier pour l'aligner avec les saisons.
En 132, Zhang invente le premier sismographe pour la mesure des tremblements de terre.
Il émet la théorie selon laquelle l'univers est comme un œuf avec les étoiles sur la coquille et la Terre comme le jaune.
Zhang Heng est la première personne en Chine à construire un globe céleste rotatif. Il invente aussi l'odomètre.
Dans une de ses publications líng xiàn (《靈憲》un résumé des théories astronomiques du temps), il fait une approximation de pi par la fraction 730/232 (ou sous forme décimale 3,1466). Dans une de ses formules pour le calcul du volume sphérique, il utilise aussi π comme racine carrée de 10 (ou sous forme décimale 3,162).

### Astronomie et mathématiques

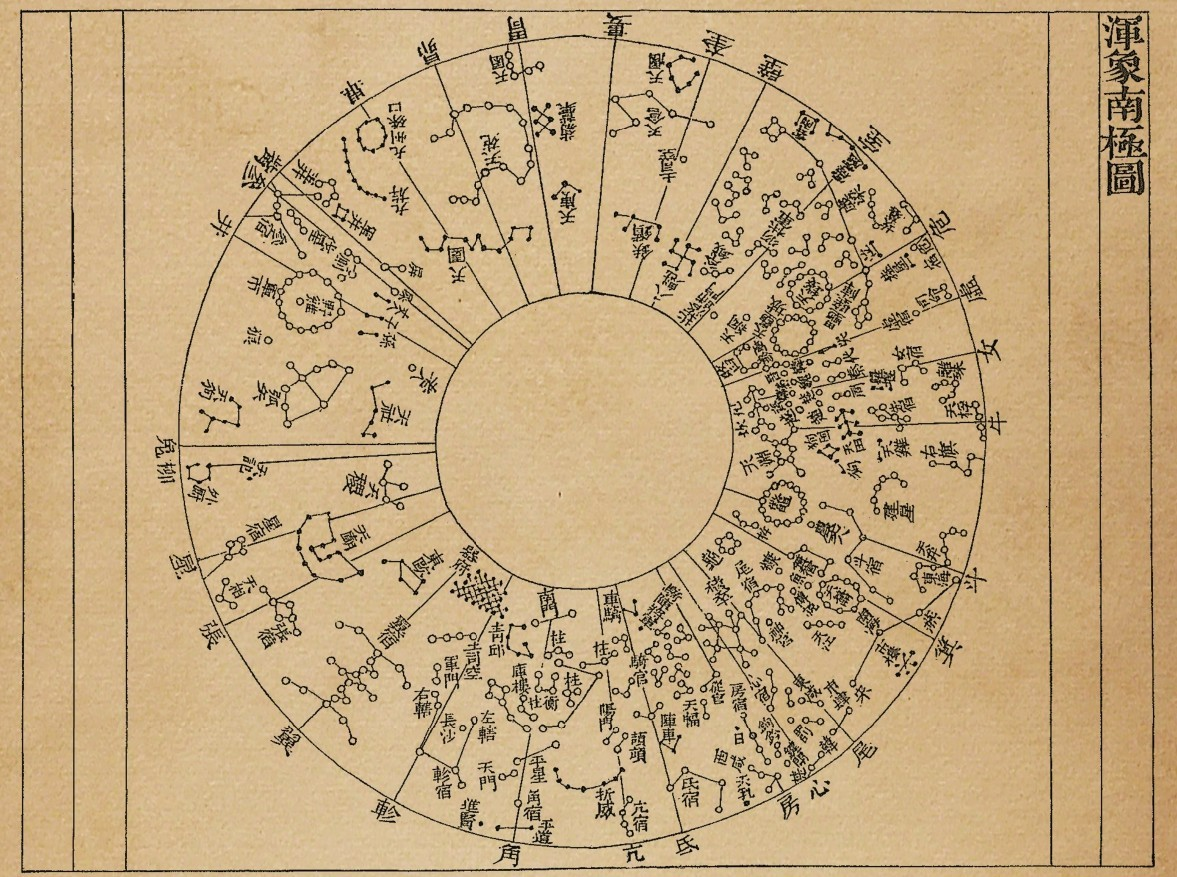
Carte stellaire imprimée de Su Song (1020–1101) montrant la projection au pôle Sud.

Pendant des siècles, les Chinois approximaient pi par 3 ; Liu Xin (en) fit la première tentative chinoise connue pour une approximation plus précise de 3,154, mais il n'y a aucune trace détaillant la méthode qu'il utilisa pour obtenir ces chiffres,. Dans son travail vers 130, Zhang Heng compara le cercle céleste au diamètre de la terre, proportionnant le premier comme 736 et le second comme 232, donc calculant pi comme 3,1724. Pendant la période de Zhang, le ratio de 4:3 était donnée pour le calcul de la surface d'un carré par la surface du cercle inscrit et le volume d'un cube et volume de la sphère inscrite devrait aussi être 42:32. En formule, avec D comme diamètre et V comme volume D3:V = 16:9 ou V={\displaystyle {\tfrac {9}{16}}}D3 ; Zhang réalisa que la valeur pour le diamètre dans cette formule était incorrecte, en remarquant la divergence comme valeur prise pour le ratio,. Zhang essaya alors de remédier à cela en améliorant la formule avec un terme additionnel {\displaystyle {\tfrac {1}{16}}}D3, donc V={\displaystyle {\tfrac {9}{16}}}D3 + {\displaystyle {\tfrac {1}{16}}}D3 = {\displaystyle {\tfrac {5}{8}}}D3. Avec le ratio du volume du cube dans la sphère inscrite à 8:5, le ratio impliqué de la surface du cercle is √8:√5,. À partir de cette formule, Zhang calcula pi comme la racine carrée de 10 (ou approximativement 3,162),,,,. Au cours du IIIe siècle, Liu Hui fit un calcul plus précis avec son algorithme pour π, qui lui permit d'obtenir la valeur 3,14159. Plus tard, Zu Chongzhi (429-500) approxima pi comme {\displaystyle {\tfrac {355}{113}}} ou 3,141592, le calcul le plus précis pour pi auquel les Anciens chinois parviendraient.
Dans sa publication de 120 appelée La Constitution spirituelle de l'Univers (靈憲, Ling Xian), Zhang Heng théorisa que l'univers était comme un œuf « aussi rond qu'une balle d'arbalète » avec les étoiles sur la carcasse et la Terre comme le vitellus central,. Cette théorie de l'univers est conguente avec le modèle géocentrique comme opposé au modèle héliocentrique. Bien que les astronomes chinois des anciens États Guerriers (Warring States) (403-221 BCE) Shi Shen et Gan De ont compilé le premier catalogue stellaire de Chine dans le IVe siècle av. J.-C., Zhang n'en a pas moins catalogué 2 500 étoiles qu'il plaça dans la catégorie « éclat brillant » (les Chinois estimaient le total à environ 14 000), et il reconnut 124 constellations,. En comparaison, ce catalogue comportait (mettait en avant, featured traduction?) bien plus d'étoiles que les 850 documentée par l'astronome grec Hipparque (c. 190-c.120 BCE) dans son catalogue, et plus que Ptolémée (CE 83-161), qui catalogua plus de 1000. Zhang soutenait la théorie de « l'influence rayonnante » pour expliquer les éclipses solaires et lunaires, une théorie qui fut opposée par Wang Chong (CE 27-97). Dans le Ling Xian, Zhang écrivit :
« Le Soleil est comme le feu et la Lune l'eau. Le feu répartit la lumière et l'eau la réfléchit. Donc la clarté de la lune est produite du rayonnement du Soleil, et l'obscurité de la Lune est due à [la lumière] du Soleil étant obscurcie. Le côté face au Soleil est pleinement éclairé, et le côté opposé est foncé. Les planètes [de même que la Lune] possèdent la nature de l'eau et réfléchissent la lumière. La lumière émise par le Soleil n'atteint pas toujours la lune en raison de l'obstruction de la terre elle-même, ceci est appelé 'an-xu', une éclipse lunaire. Quand [un effet similaire] arrive avec une planète [on l'appelle] une occultation (traduction ?) ; quand la Lune passe au travers [de la trajectoire du Soleil], alors il y a une éclipse solaire. »
Zhang Heng voyait ces phénomènes astronomiques dans des termes surnaturels. Les signes des comètes, des éclipses et des mouvements des corps célestes pouvaient tous être interprétés par lui comme des guides célestes sur la manière de conduire les affaires d'états. Les écrivains contemporains ont aussi écrits à propos des éclipses et de la sphéricité des corps célestes. Le théoricien musical et mathématicien Jing Fang (78-37 BCE) écrivit à propos de la forme sphérique du Soleil et de la Lune en discutant des éclipses :
« La Lune et les planètes sont Yin ; ils possèdent forme mais non lumière. De ce fait, ils reçoivent seulement quand le Soleil les illuminent. Les précédents maîtres considéraient le Soleil comme rond comme une balle d'arbalète, et ils pensaient que la Lune avait la nature d'un miroir. Certains d'eutre eux reconnaissaient la lune comme une balle aussi. Ces parties de la Lune que le Soleil illumine paraissent claires, les parties qu'il n'illumine pas demeurent foncées. »
La théorie proposée par Zhang et Jing fut soutenue par des scientifiques postérieurs pré-modernes comme Shen Kuo (1031-1095), qui détailla sur le raisonnement de pourquoi le Soleil et la Lune était sphériques.

### Réservoir supplémentaire pour la clepsydre à flux d'entrée
La clepsydre à flux de sortie ou à écoulement était un système de mesure du temps utilisé en Chine depuis la dynastie Shang, et certainement par la dynastie Zhou (1122-256 av. J.-C.). La clepsydre à flux d'entrée ou à remplissage, avec un marquage indicateur sur un flotteur est connu en Chine depuis le début de la dynastie Han en 202 BCE et a remplacé la clepsydre à flux de sortie. Les Chinois Han ont remarqué le problème de l'abaissement de la tête de pression du réservoir, qui ralentissait la mesure du temps du système comme on remplissait le réservoir d'entrée. Zhang Heng fut le premier à trouver une solution au problème, indiqué dans ses écrits de 117, en ajoutant un réservoir de compensation entre le réservoir en le flux d'entrée,. Zhang monta aussi deux statuettes d'un immortel chinois et d'un garde céleste sur le haut de la clepsydre d'entrée, les deux devant guider le marqueur d'indications (la flèche) avec leur main gauche et montrer les graduations avec leurs mains droites. Joseph Needham estime que c'était là peut-être l'ancêtre de tous les mécanismes qui plus tard sonneraient les heures, trouvés dans les horloges mécaniques depuis le VIIIe siècle, mais il note que les figurines en fait ne se déplaçaient pas comme des valets d'horloges et ne sonnaient pas les heures. Plusieurs résevoirs de compensation ont été ajoutés plus tard aux clepsydres dans la tradition de Zhang Heng. En 610, les ingénieurs Geng Xun et Yuwen Kai de la dynastie Sui (581-618) conçurent une balance romaine à plateau inégal capable de faire des ajustements saisonniers dans la tête de pression du réservoir de compensation, de manière que l'on pût contrôler la valeur du flux d'eau pour différents périodes de jours et de nuits durant l'année. Zhang metionne aussi un « cou de dragon en jade », qui plus tard signifiait un siphon. Il décrivit les flotteurs et les marquages d'indication de la clepsydre d'entrée comme les suivants :
« Des vaisseaux de bronze sont faits et placés l'un au-dessus de l'autre à des niveaux différents ; ils sont remplis avec de l'eau pure. Chacun possède à sa base une petite ouverture de la forme d'un « cou de dragon en jade ». L'eau s'écoulant (depuis le haut) entre dans deux récipients d'entrée (alternativement), celui de gauche servant pour la nuit, et celui de droite pour le jour. Sur chacun des couvercles (réservoir d'entrée) il y a de petites statuettes en bronze doré; celui de gauche est un immortel et celui de droite est un policier. Ces figurines guident le marqueur d'indications (littéralement « la flèche ») avec leurs mains gauches et indiquent les graductions dessus avec leurs mains droites, donnant ainsi le temps. »

### Sphère armillaire à l'énergie hydraulique
Zhang Heng est la première personne connue pour avoir appliqué le pouvoir moteur hydraulique (i.e. en employant une roue à aubes et une clepsydre) pour faire tourner une sphère armillaire, un instrument astronomique représentant la sphère céleste,,,. L'astronome grec Ératosthène (276–194 BCE) inventa la première sphère armillaire en 255. La sphère armillaire chinoise était déjà totalement développée avant 52, avec l'ajout par l'astronome Geng Souchang d'un anneau permanent fixe équatorial. En 84, les astronomes Fu An et Jia Kui ajoutèrent l'anneau écliptique, et finalement Zhang Heng rajouta l'horizon et les anneaux méridiens,. Zhang décrivit son invention dans son travail écrit de 125, Appareil pour la Rotation d'une Sphère Armillaire par Clepsydre à Eau. La sphère elle-même était mise en rotation par une roue à eau tournante, qui pour tourner était actionnée par la pression constante de la tête d'eau dans le réservoir de l'horloge d'eau (clepsydre). Son armillaire actionnée par l'eau influença la conception d'horloges à eau chinoises postérieures et amena à la découverte du mécanisme d'échappement avant le VIIIe siècle. L'historien Joseph Needham (1900–1995) affirme :
« Quels étaient les facteurs aboutissant à la première horloge à échappement en Chine ? La tradition en chef amenant à Yi Xing (725 CE) était bien sûr la succession des 'pré-horloges' qui avait commencé avec Zhang Heng vers 125. Des raisons ont été données pour croire que la puissance appliquée au lent mouvement tournant des sphères armillaires computationnelles et des globes célestes par les moyens de la roue à eau utilisant l'écoulement à gouttes de la clepsydre, qui de façon intermittente exerçait la force d'un tenon (lug traduction?) pour agir sur les dents d'une roue dans un timon (shaft traduction?) d'axe polaire. Zhang Heng dans son tour avait composé cet arrangement en unifiant les anneaux armillaire de ses prédécesseurs dans la sphère armillaire équatoriale, et en la combinant avec les principes des moulins à eau et des trip-marteaux (trip-hammers traduction?) hydrauliques qui sont devenus si répandus dans la culture chinoise du siècle précédent. »
Zhang n'a pas initié la tradition chinoise d'ingénierie hydraulique, qui commença au milieu de la dynastie Zhou, au travers du travail d'ingénieurs comme Sunshu Ao et Ximen Bao. Le contemporain de Zhang, Du Shi, fut le premier à appliquer le pouvoir moteur des roues à eau pour mettre en marche les soufflets d'un haut fourneau pour faire de la fonte brute, et le cubilot pour faire de la fonte,. Zhang donna une description de valeur de sa sphère armillaire actionnée à l'eau dans le traité de 125, indiquant :
« L'anneau équatorial tourne autour du ventre? (traduction belly) de la sphère armillaire 91 et 5/18 (degrés) de distance du pôle. Le cercle de l'écliptique tourne autour du ventre de l'instrument à un angle de 24 (degrés) avec l'équateur. Ainsi au solstice d'été l'écliptique est à 67 (degrés) et une fraction de distance du pôle tandis qu'au solstice d'hiver il est à 115 (degrés) et une fraction de distance. En conséquence (les points) où l'écliptique et l'équateur s'intersectent devraient donnent les distances au pôle nord des équinoxes de printemps et d'été. Mais maintenant (il a été établi que) l'équinoxe de printemps est à 90 et 1/4 (de degrés) du pôle, et l'équinoxe d'automne est à 92 et 1/4 (de degrés) de distance. La forme précédente est adoptée seulement parce qu'elle s'accorde avec les (résultats obtenus par la) méthode de mesure de l'ombre du soleil solsticial comme incorporés dans le calendrier de la (dynastie) Xia. »
La sphère armillaire actionnée à l'eau de Zhang Heng eut de profonds effets sur l'astronomie chinoise et l'ingénierie mécanique des générations postérieures. Son modèle et son utilisation complexe de roues a grandement influencé les instruments fonctionnant à l'eau d'astronomes postérieurs comme Yi Xing (683–727), Zhang Sixun (fl. 10th century), Su Song (1020–1101), Guo Shoujing (1231–1316), et bien d'autres. Les sphères armillaires fonctionnant à l'eau dans la tradition de Zhang Heng étaient utilisées dans les ères des Trois Royaumes (220–280) et de la dynastie Jin (265-420), pourtant la conception pour elle fut temporairement hors d'usage entre 317 et 418, à cause des invasions des nomades septentrionaux Xiongnu. Les anciens instruments de Zhang Heng furent récupérés en 418, quand l'empereur Liu Yu (Wudi de la dynastie Song du Sud (420-479)) (r. 420–422) s'empara de l'ancienne capitale de Chang'an. Bien qu'encore intactes, les marques de graduation et les représentations des étoiles, Lune, Soleil, et planètes étaient assez endommagées par le temps et la poussière. En 436, l'empereur ordonna à Qian Luozhi, le Secrétaire du Bureau d'Astronomie et du Calendrier, de recréer le dispositif de Zhang, ce à quoi il parvint avec succès. Le globe céleste actionné à l'eau était toujours en utilisation au temps de la dynastie Lian (502-577), et les modèles successifs de sphère armillaire actionnée par l'eau furent conçus au cours des dynasties subséquentes.

### Sismoscope de Zhang

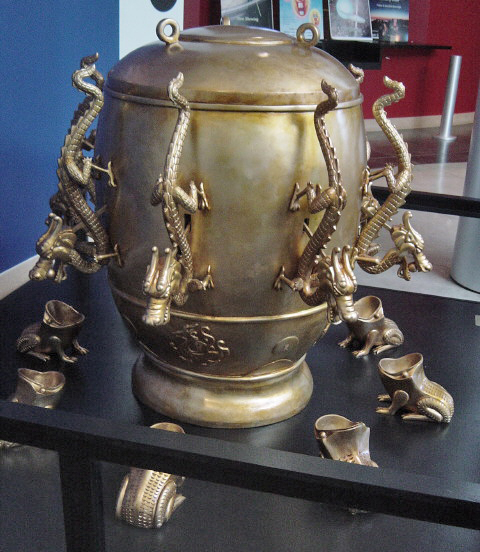
Une réplique du sismoscope de Zhang Heng, le Houfeng didong yi, présenté au Centre d'espace et de science Chabot à Oakland, en Californie.

Depuis les temps les plus reculés, les Chinois s'inquiétaient de la force destructive des tremblements de terre. Il a été inscrit dans les Annales du Grand Historien de Sima Qian en 91 av. J.-C. qu'en 780 av. J.-C. un séisme avait été suffisamment puissant pour changer le cours de trois rivières. Les anciens Chinois ne comprenaient pas que les séismes étaient causés par le déplacement des plaques tectoniques dans la croûte de la Terre ; au lieu de ceci, le peuple de la dynastie Zhou les expliquait par des perturbations du yin et yang cosmiques, associés au mécontentement du Ciel en raison d'actes commis (ou de l'ignorance des souffrances du peuple) par la dynastie au pouvoir. Ces théories dérivent finalement de l'ancien texte du Yijing (Livre de Changements), dans son cinquante et unième hexagramme. Il y avait aussi d'autres théories sur les tremblements de terre, développés notamment par les Grecs anciens. Anaxagore (c. 500–428 BCE) croyait qu'ils étaient causés par l'excès d'eau près de la surface de la croûte terrestre pénétrant dans les cavités de la Terre ; Démocrite (c. 460–370 BCE) croyait que la saturation de la Terre avec de l'eau les causait ; Anaximène (c. 585–c. 525 BCE) croyait qu'ils étaient le résultat de morceaux de Terre massifs tombant dans d'immenses cavernes à cause de leur assèchement ; et Aristote (384–322 BCE) croyait qu'il était causés par l'instabilité de vapeur (pneuma) causée par l'asséchement de la Terre humide par les rayons du Soleil.
Au cours de la dynastie Han, beaucoup d'érudits croyaient dans les oracles des vents. Ces oracles de l'occulte observaient la direction, la force, et la durée de ces vents, pour spéculer sur les opérations du cosmos et prédire les événements de la Terre. Ces idées ont influencé les opinions de Zhang Heng sur la cause des tremblements de terre. Au contraire de l'idée des théories précédentes proposées par ses camarades chinois et grecs contemporains, Zhang Heng croyait que les séismes étaient causés par le vent et l'air, écrivant :

« La cause principale des séismes est l'air, un élément naturellement rapide et changeant de lieu en lieu. Tant qu'il n'est pas restreint (limité), mais qu'il se déplace dans un espace vacant, il répond innocemment, ne créant aucun problème aux objets se trouvant alentour. Mais que quelque chose survenant au dessus de lui le réveille, ou le compresse, elle l'envoie dans un espace serré ; et quand la possibilité de sortir est limitée, alors 'avec un murmure profond de la Montagne il hurle autour des barrières', ce qui après un long coup de bélier le déloge et le jette vers le haut, avec d'autant plus de férocité que l'obstacle qui l'a contenu est fort. »

En 132, Zhang Heng présenta à la cour des Han ce que beaucoup d'historiens considèrent comme son invention la plus impressionnante, le premier sismoscope. Il a été nommé Houfeng Didong Yi (候风地动仪, littéralement instrument pour la mesure des vents saisonniers et des mouvements de la Terre), et il était capable de déterminer la direction exacte (parmi huit directions) des tremblements de terre et des séismes,. Selon le Livre des Han tardifs (compilé par Fan Ye au Ve siècle), son dispositif en forme d'urne munie d'un balancier interne, était capable de détecter la direction d'un séisme à des centaines de miles/kilomètres de distance,. Ce fut essentiel pour le gouvernement Han, lui permettant d'envoyer de l'aide et des vivres aux régions dévastées par ce désastre naturel,,. Le dispositif était considéré comme suffisamment important pour être mentionné dans le chapitre des Annales du Livre des Han postérieurs, détaillant le règne de l'empereur Shun.
Pour indiquer la direction d'un séisme distant, le dispositif de Zhang laissait tomber une balle de bronze de l'une des huit projections en tube ayant la forme de tête de dragon ; la balle tombait dans la bouche d'un objet en métal correspondant en forme de crapaud, chacun représentant une direction comme les points d'une rose des vents. Son système avait huit bras mobiles (pour toutes les huit directions) connectés avec des manivelles ayant des mécanismes d'attaches à leur périphérie. Lorsqu'il était déclenché, une manivelle et un levier à angle droit faisaient lever la tête d'un dragon, laissant tomber une boule qui était retenue par la mâchoire inférieure de la tête de dragon. Son système incluait une aiguille (goupille, barre) verticale passant par une fente dans la manivelle, un système d'attrape, un pivot sur une projection, une bride suspendant le pendule, une attache pour la bride, et une barre horizontale soutenant le pendule. Wang Zhenduo (王振铎) soutient que la technologie des Han Orientaux était suffisamment sophistiquée pour produire un tel instrument, comme mis en évidence par les leviers et les manivelles contemporains utilisés dans d'autres systèmes comme les déclencheurs (déclenchements) d'arbalète.

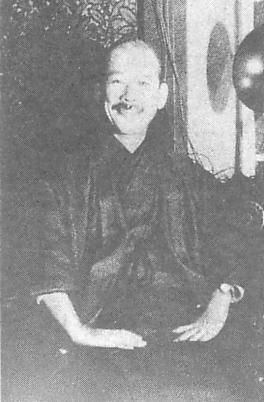
Le sismologue japonais Akitsune Imamura, qui reconstruit le sismoscope de Zhang Heng en 1939 tandis qu'il travaillait à l'université de Tokyo.

Des Chinois de périodes subséquentes furent capables de réinventer le sismoscope de Zhang, parmi lesquels le mathématicien et géomètre-expert du VIe siècle Xindu Fan de la dynastie Qi du Nord (550-577) et l'astronome et mathématicien Lin Xiaogong de la Dynastie Sui (581-618). Comme Zhang, Xindu Fang et Lin Xiaogong reçurent le patronage impérial pour leurs services dans la fabrication d'instruments pour la cour. Du temps de la dynastie Yuan (1271-1368), il fut reconnu que tous les systèmes précédemment conçus étaient préservés, sauf pour celui du sismoscope. Ceci fut discuté par le disciple Zhou Mi aux environs de 1290, qui remarqua que les livres de Xindu Fang détaillant les systèmes sismologiques étaient devenus introuvables. Horwitz, Kreitner, et Needham spéculèrent si les sismographes de l'ère de la dynastie Tang (618–907) trouvèrent leur chemin au Japon contemporain ; selon Needham, « des instruments d'un type apparemment traditionnel, dans lesquels un pendule portant des goupilles projetant dans différentes directions et capables de percer un cylindre en papier disposé à sa circonférence, ont été décrits. »
Hong-sen Yan indique que les répliques modernes du système de Zhang ont échoué à atteindre le niveau de précision et de sensibilité décrit dans les archives historiques classiques. Wang Zhenduo présenta deux différents modèles du sismoscope construits selon les descriptions anciennes du système de Zhang. Dans sa reconstruction de 1936, le pilier central (du zhu) du dispositif était un pendule suspendu fonctionnant comme un détecteur de mouvement, tandis que le pilier central de son second modèle en 1963 était un pendule inverse. Tandis qu'il travaillait dans l'Observatoire Sismologique de l'université de Tokyo en 1939, Akitsune Imamura et Hagiwara firent une reconstitution (reconstruction) du dispositif de Zhang fondé sur le travail de l'historien britannique de science Robert Temple,. Pendant que John Milne et Wang Zhenduo argumentaient sur le fait que le pilier central de Zhang était un pendule suspendu, Imamura fut le premier à proposer un modèle inversé. Il considéra qu'un choc transverse aurait rendu le mécanisme d'immobilisation de Zhang inefficace, comme il n'aurait pas empêché de nouveaux mouvements qui auraient pu envoyer d'autres balles en dehors de leur position. Le 13 juin 2005, des sismologues chinois annoncèrent qu'ils avaient recréé avec succès une réplique de l'instrument..
Anthony J. Barbieri-Low, un professeur d'histoire chinoise primitive (Early Chinese History) à l'université de Californie Santa-Barbara, nomme Zhang Heng comme l'un des officiels han-orientaux de haut rang qui s'engagèrent dans des travaux manuels qui étaient traditionnellement réservés aux artisans (gong 工), comme le génie mécanique. Barbieri-Low spécule que Zhang a seulement conçu son sismoscope, mais n'a pas fabriqué en fait le système lui-même. Il écrit : « Zhang était un officiel d'un modérément haut rang et ne pouvait pas être vu suant dans les fonderies avec les artisans gong et les esclaves du gouvernement. Le plus probablement, il travaillait collaborativement avec les fondeurs professionnels et les moulistes dans les ateliers impériaux. »

### Cartographie
Le cartographe et fonctionnaire Pei Xiu de la dynastie Wei (220-265) et Jin (265-420) fut le premier en Chine à avoir décrit en entier la grille géométrique de référence pour les cartes qui permettait des mesures précises utilisant une échelle graduée, de même que l'élévation topographique,. Cependant, la cartographie en Chine a existé depuis au moins le IVe siècle apr. J.-C. avec les cartes de l'État Qin trouvées dans le Gansu en 1986. Une précision extrême des courants et courses des rivières et la familiarité avec la distance à l'échelle sont connus depuis la dynastie Qin et la dynastie Han, respectivement, comme mis en évidence par leurs cartes existantes, tandis que l'utilisation d'une grille de graphe rectangulaire est connue en Chine depuis les Han de même,. L'historien Howard Nelson affirme que, bien que les comptes-rendus du travail de Zhang Heng en cartographie sont quelque peu vagues et esquissés, il y a une ample évidence écrite que Pei Xiu dériva l'utilisation d'un grille de référence rectangulaire des cartes de Zhang Heng. Rafe De Crespigny déclare que c'est Zhang qui a établi le système de grille rectangulaire dans la cartographie chinoise. Robert Temple écrit que Zhang n'a pas seulement présenté une carte à l'empereur en 116, mais de plus ses travaux désormais perdus appelés Discours sur de Nouveau Calculs et Carte de Vue d'Oiseau « posaient le travail de base pour l'utilisation mathématique de grille avec les cartes. » D'ailleurs, le Livre des Han postérieurs indique que Zhang fut le premier à créer une grille mathématique de référence, déclarant qu'il a « jeté un réseau de coordonnées sur le ciel et la terre, et qu'il faisait des estimations sur cette base. » L'historien Florian C. Reiter note que le récit de Zhang Guitian fu contient une phrase louant les cartes et documents de Confucius de la dynastie Zhou, de laquelle Reiter suggère de remplacer cartes (tu) sur le même niveau d'importance avec documents (shu).

### Odomètre et chariot pointant le sud
Zhang heng est souvent considéré comme ayant inventé le premier odomètre,, une réalisation aussi attribuée à Archimède (c. 287-212 BCE) et Héron d'Alexandrie (fl. CE 10-70). Des appareils similaires ont été utilisés par les Romains et les empires chinois Han à approximativement la même période. Dès le IIIe siècle, les Chinois ont aussi nommé le dispositif le ji li du che ou carrosse à tambour enregistreur du li (la mesure moderne du li = 500 m/1640 ft).

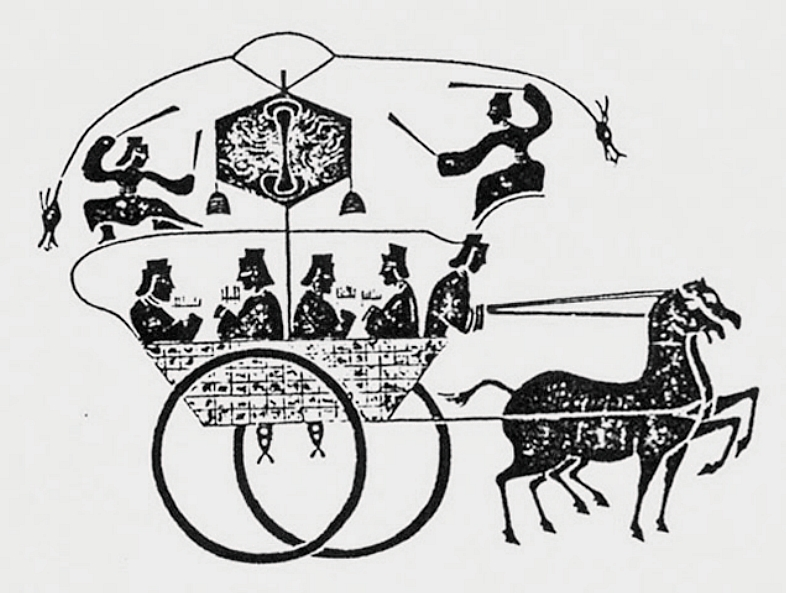
Chariot odomètre d'après la copie par encrage d'une pierre tombale de la dynastie des Han de l'est, v. 125.

D'anciens textes Chinois décrivent les fonctions du système mécanique; après qu'un li avait été traversé, une statuette en bois mécaniquement dirigée frappait un tambour, et après que dix li avaient été couverts, une autre figure de bois frappait un gong ou une cloche avec son bras mécaniquement opéré. Cependant, il existe des preuves qui suggèrent que l'invention de l'odomètre était un processus graduel dans la Chine de la Dynastie Han qui se centrait autour des « hommes huang » — hommes de la cour (i.e. eunuques, les fonctionnaires du palais, les préposés et habitués, les acteurs, les acrobates, etc.) qui suivaient la procession musicale du « tambour-carrosse » royal. Il est spéculé que pendant un certain temps pendant le Ier siècle, le battement des tambours et des gongs était mécaniquement fait par la rotation de roues de rue. Ceci peut avoir été issu du design de Luoxia Hong (c. 110 BCE), bien qu'au moins 125 odomètres mécaniques était déjà connus à l'époque, comme ce fut décrit dans un mural de la tombe Xiao Tang Shan.
Le chariot pointant le sud fut une autre invention mécanique attribuée à Zhang Heng. C'était un véhicule à compas non-magnétique dans la forme d'un chariot (carrosse) à deux roues. Des embrayages différentiels conduits par les roues du chariot permettait à une figurine de bois (de la forme d'un ministre d'état Chinois) de constamment pointer vers le Sud, d'où son nom. Le Song Shu (c. 500 CE) établit que Zhang Heng l'a réinventé d'un modèle utilisé dans l'ère de la Dynastie Zhou, mais le violent effondrement de la Dynastie Han n'a pas malheureusement pas permis de le préserver. Que Zhang Heng l'ait inventé ou non, Ma Jun (200-265) réussit à créer un chariot dans le siècle suivant.

## Héritage

### Science et technologie

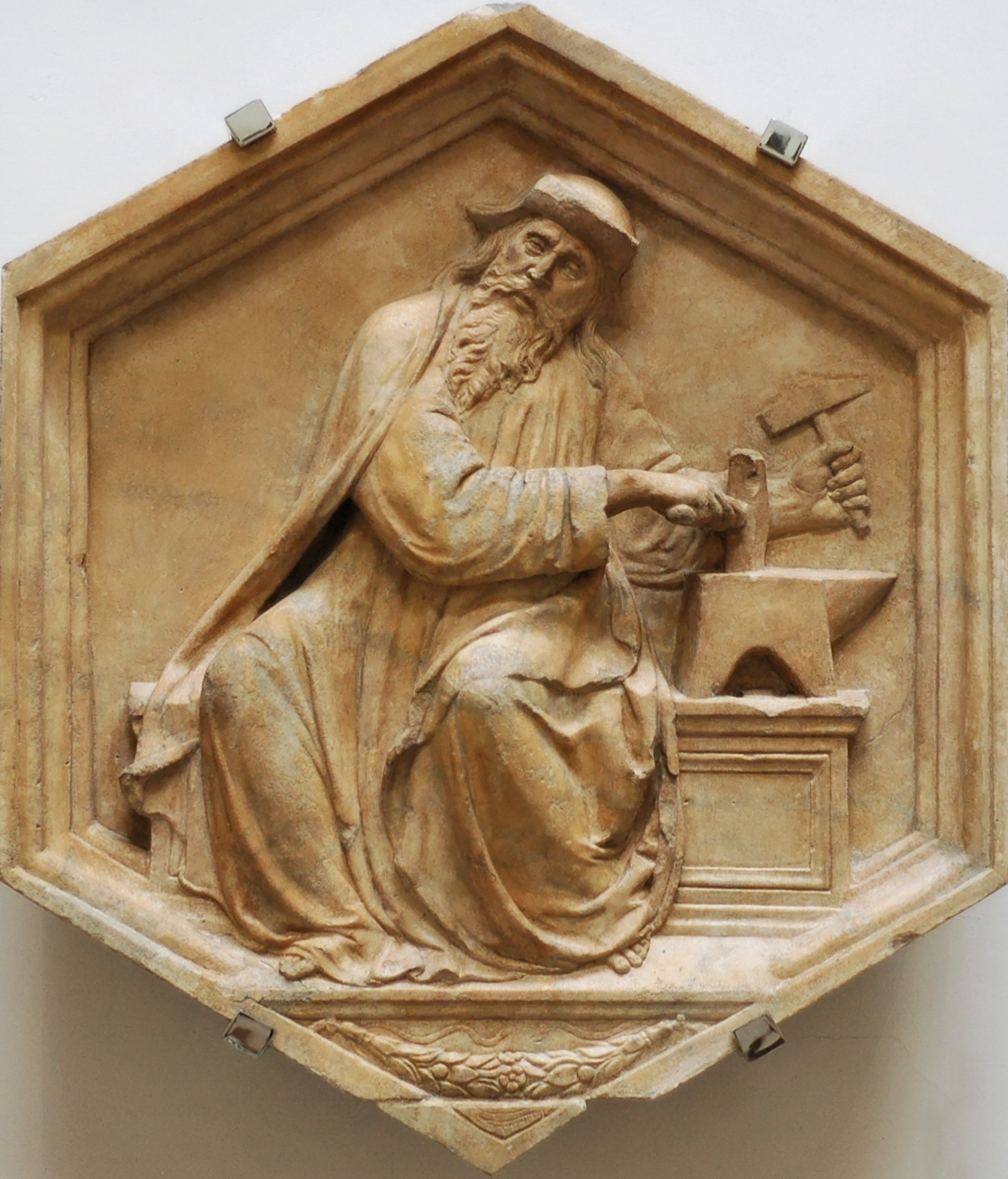
Un marbre florentin représentant Ptolémée (86-161), qui créa un modèle géocentrique de l'univers que les savants Jin Guantao, Fan Hongye, et Liu Qingfeng comparent avec la théorie de Zhang Heng publiée en 125.

Les inventions mécaniques de Zhang Heng ont influencé des inventeurs chinois postérieurs comme Yi Xing, Zhang Sixun, Su Song, et Guo Shoujing. Su Song a directement nommé la sphère armilliare actionnée à l'eau de Zhang comme son inspiration pour sa tour d'horloge du XIe siècle. Le modèle cosmique des neuf points du Ciel correspondaient avec les neuf régions de la terre conçue dans le travail du fonctionnaire-lettré Chen Hongmou (1696-1771) suivaient dans la tradition du livre de Zhang Construction Spirituelle de l'Univers. Le sismologue John Milne, qui créa le sismographe moderne en 1876 aux côtés de Thomas Gray et James Alfred Ewing à l'École impériale d'ingénieurs du Japon à Tokyo, commenta en 1886 sur les contributions de Zhang Heng à la sismologie,. L'historien Joseph Needham mis l'accent sur ses contributions à la technologie chinoise prémoderne, affimant que Zhang était reconnu de son vivant même pour être capable de « faire tourner trois roues comme si elles étaient une. » Plus d'un savant a décrit Zhang comme un polymathe,,,. Cependant, certains érudits ont aussi montré que les écrits de Zhang manquaient de théories scientifiques concrètes. Comparant Zhang avec ses contemporains, Ptolémée (83-161) de l'Égypte romaine, Jin Guantao, Fan Hongye, et Liu Qingfeng déclarent :
« Sur la base des théories de ses prédécesseurs, Zhang Heng a systématiquement développé la théorie de la sphère céleste. Une armillaire construite sur la base de ses hypothèses présente une similitude remarquable avec la théorie de la terre centrée de Ptolémée. Cependant, Zhang Heng n'a pas définitivement proposé un modèle théorique comme celui de Ptolémée, centré sur la terre. Il est étonnant que le modèle céleste construit par Zhang Heng soit presque un modèle physique de la théorie centrée sur la terre de Ptolémée. Un seul pas sépare le globe céleste de la théorie centrée sur la terre, mais les astronomes chinois n'ont jamais franchi ce pas.
Nous pouvons voir ici l'importance de la fonction exemplaire de la structure scientifique primitive. Afin d'utiliser le système de géométrie euclidien comme modèle pour le développement de la théorie astronomique, Ptolémée a d'abord dû choisir des hypothèses qui pourraient servir d'axiomes. Il a naturellement considéré le mouvement circulaire comme fondamental et a ensuite utilisé le mouvement circulaire des déférents et des épicycles dans sa théorie centrée sur la terre. Bien que Zhang Heng ait compris que le soleil, la lune et les planètes se déplacent en cercle, il ne disposait pas d'un modèle de théorie logiquement structuré et n'a donc pas pu établir une théorie astronomique correspondante. L'astronomie chinoise était surtout intéressée par l'extraction des caractéristiques algébriques du mouvement planétaire (c'est-à-dire la longueur des périodes cycliques) pour établir des théories astronomiques. Ainsi, l'astronomie se réduisait à des opérations arithmétiques, en extrayant les multiples et les diviseurs communs des mouvements cycliques observés des corps célestes. »

### Littérature poétique
La poésie et les écrits de Zhang étaient largement lus pendant sa vie et après sa mort. En plus de la compilation de Xiao Tong mentionnée plus tôt, l'officiel Xue Zong (mort en 237) du Royaume de Wu écrivit un commentaire sur les poèmes Dongjing fu et Xijing fu de Zhang. L'influent poète Tao Qian écrivit qu'il admirait la poésie de Zhang Heng pour son « extravagante diction limitée (curbing?) et son but à la simplicité (aiming?) », en regard de la tranquillité et de la rectitude (invariabilité) reliant (correlating?) avec le simple but effectif du langage du poète. Tao écrit que les poètes Zhang Heng et Cai Yong « évitaient un langage redondant, ayant pour unique but la simplicité » (aiming chiefly?), et ajoutant que leurs « compositions commencent par donner l'expression libre à leur fantaisies mais finissent sur une note de calme, servant admirablement à retenir une nature indisciplinée et passionnée ».

### Honneurs posthumes
Zhang avait reçu de grands honneurs dans la vie et dans la mort. Le philosophe et poète Fu Xuan (217–278) des dynasties Wei et Jin se lamenta une fois dans un essai sur le fait que Zhang Heng n'ait jamais été placé dans le ministère du Travail. Louant le travail de Zhang et de l'ingénieur mécanique du IIIe siècle Ma Jun, Fu Xuan écrivit que « Aucun d'entre eux n'a jamais été un fonctionnaire au ministère du Travail, et que leur génie n'a pas bénéficié au monde. Quand les autorités emploient du personnel sans considération pour des talents spéciaux, et ayant entendu parler de génies, négligent même à les tester, n'est-ce pas haïssable et désastreux ? »
En l'honneur de la réalisation de Zhang dans les sciences et la technologie, son ami Cui Ziyu (Cui Yuan) écrivit une inscription à la mémoire de Zhang sur sa stèle tombale qui a été préservé dans le Guwen yuan. Cui déclara que "les calculs mathématiques de [Zhang Heng] épuisèrent le ciel et la terre. Ses inventions étaient comparables même à ceux de l'Auteur des Changements. L'excellence de son talent et la splendeur de son art s'unissait avec ceux des dieux. Le fonctionnaire mineur Xiahou Zhan (243-291) de la dynastie Wei fit une inscription pour sa propre stèle commémorative destinée afin d'être placée près de la tombe de Zhang Heng. On pouvait y lire : "Depuis toujours que les gentilshommes ont composé des textes littéraires, aucun ne s'est révélé aussi habile que le maître [Zhang Heng] dans le choix de ses mots... si seulement les morts pouvait reparaître, oh je puis alors me tourner vers lui pour professeur!"
Plus récemment, plusieurs choses ont été nommées d'après Zhang, incluant le cratère Chang Heng, l'astéroïde 1802 Zhang Heng, et la zhanghengite, minéral découvert dans une météorite en Chine. L'écrivain Michaël Ferrier lui rend un hommage appuyé dans son récit Fukushima, récit d'un désastre, où il apparaît dans le préambule et dans l'épilogue, à la fois pour ses qualités littéraires et scientifiques (Gallimard, 2012).